# Campionato israeliano di beach soccer
Il campionato israeliano di beach soccer (in ebraico: הליגה הישראלית בכדורגל חופים), attualmente noto come Ligat Bank Yahav (in ebraico: ליגת בנק יהב) per motivi di sponsorizzazione, è la massima divisione nel campionato israeliano di beach soccer. Nel luglio 2007 la lega è stata inaugurata sotto la supervisione della Federazione calcistica di Israele. Per festeggiare il lancio del campionato, è stata giocata una partita amichevole tra le squadre nazionali di Inghilterra e Israele, con gli israeliani che hanno vinto 6-5.

## Storia
La prima edizione del campionato si è svolta ogni venerdì presso la spiaggia di Netanya Poleg, nello stadio di beach sport di nuova costruzione. I giocatori che partecipavano al ligat San-Miguel erano giocatori di calcio attivi e in pensione, giocatori di Futsal e alcuni talenti che furono trovati dagli scout della lega. Alla fine della stagione, i "Netanya's diamonds" hanno vinto il campionato, dopo aver battuto "MZ Ros Haïyin" 5-2 nella finale. Una media di 9,23 gol per partita è stata segnata durante la stagione, una media superiore alla media nella maggior parte dei mondiali di beach soccer.
La seconda stagione della Israeli Beach Soccer League comprendeva dieci squadre divise in due gruppi di cinque. Ogni squadra ha giocato una partita contro le squadre del suo gruppo. Le prime quattro squadre di ciascun gruppo si sono qualificate ai quarti di finale, che si sono giocate il 18 e il 25 luglio 2008.
Le ultime quattro partite e il playoff retrocessione sono stati giocati il 1 agosto. 90FM Hadera's Princes hanno vinto il campionato alla loro prima stagione, dopo una vittoria per 7-6 contro lo Shav'e Shav'e Jerusalem.
Il numero medio di gol è sceso drasticamente rispetto alla prima stagione, con 261 gol in 33 partite, una media di 7,9 goal a partita.
La terza stagione del campionato di beach soccer israeliano è stata vinta da Ironi Misadot Achla Petah Tikva dopo la vittoria per 2-0 contro i Netanya's Diamonds nella finale del 14 agosto 2009.
La quarta stagione di Israeli Beach Soccer è stata vinta da "Kidmat Eden" Kfar Saba dopo una vittoria per 5-3 contro i Netanya's Diamonds nella finale del 20 agosto 2010.
La quinta stagione di Israeli Beach Soccer è stata vinta da Ironi "Electis" Rosh HaAyin dopo una vittoria per 8-5 contro i Netanya's Diamonds nella finale del 29 luglio 2011.
La sesta stagione del beach soccer israeliano è stata vinta da Bnei Kafr Qasim dopo i calci di rigore per 2-1 (la partita si è conclusa sul 4-4, dopo che Rosh Ha'Ayin era in vantaggio 4-0) contro Ironi Rosh Ha'Ayin nella finale del 20 luglio 2012.
La settima stagione del beach soccer israeliano è stata vinta da Bnei Kafr Qasim dopo la vittoria per 5-3 contro il Maccabi "Doron Motors" Netanya nella finale del 26 luglio 2013.

## Squadre israeliane in Europa
Dopo la prima stagione della lega, il campione, Netanya's Diamonds, è stato invitato a partecipare alla Euro Winners Cup. Il Netanya è arrivato quarto, dopo aver sconfitto i campioni dell'Estonia per 10-4 nei quarti, perdendo contro i campioni cechi 7-8 dopo i tempi supplementari in semifinale, e perdendo contro i campioni di Spagna 6-8 nella partita per il terzo posto.

## Albo d’oro
| Anno | Campione                       | Secondo                        |
| ---- | ------------------------------ | ------------------------------ |
| 2007 | Netanya's Diamonds             | MZ Rosh HaAyin                 |
| 2008 | Hadera's Princes               | Shav'e Shav'e Jerusalem        |
| 2009 | Ironi Petah Tikva              | Netanya's Diamonds             |
| 2010 | "Kidmat Eden" Kfar Saba        | Netanya's Diamonds             |
| 2011 | Ironi "Electis" Rosh Ha'Ayin   | Netanya's Diamonds             |
| 2012 | Kfar Qassem                    | Ironi Rosh Ha'Ayin             |
| 2013 | Kfar Qassem                    | Maccabi "Doron Motors" Netanya |
| 2014 | Maccabi "Doron Motors" Netanya | Ironi Petah Tikva              |
| 2015 | Kfar Qassem                    | Maccabi "Doron Motors" Netanya |
| 2016 | Kfar Qassem                    | "Schwartz Home" Rosh HaAyin    |
| 2017 | Maccabi "RE/MAX" Netanya       | Kfar Qassem                    |
| 2018 | Maccabi "RE/MAX" Netanya       | Kfar Qassem                    |
| 2019 | Kfar Qassem                    | Maccabi "RE/MAX" Netanya       |